# Cardinal inaccessible
En teoria de conjunts, un cardinal inaccessible és un tipus de nombre cardinal gran. Es caracteritza per ser regular, és a dir, per tenir una cofinalitat igual a si mateix.

## Definició
Els cardinals inaccessibles són bàsicament cardinals límit regulars, excloent l'únic cas concret conegut, que és ℵ0.
| Un cardinal feblement inaccessible es un cardinal límit regular distint de ℵ0. |

No obstant existix una noció d'inaccessibilitat forta, per als cardinals que són límits forts. Un cardinal límit fort és un cardinal límit κ tal que per a tot cardinal menor, μ < κ <, es té també 2μ < κ. El cardinal ℵ0 en particular és un límit fort.
| Un cardinal fortament inaccessible es un cardinal límit fort regular distint de ℵ0. |

El terme «cardinal inaccessible» pot fer referència a qualsevol de les dues nocions, depenent del context.

## Models i consistència
En la teoria de conjunts de Zermelo-Fraenkel ZFC pot demostrar-se que:
- El conjunt de Von Neumann Vκ constitueix un model de ZFC si κ és fortament inaccessible.
- Els conjunts constructibles de rang menor que κ, Lκ, formen un model de ZFC si κ és feblement inaccessible.

Per tant, en ZFC no pot demostrar-se l'existència d'un cardinal inaccessible (fort o feble), ja que d'ella es deduiria l'existència d'un model de la pròpia ZFC, la qual cosa està prohibit pel segon teorema de incompletesa de Gödel (sempre que ZFC siga consistent).